# Herbert Paulsen
Herbert Paulsen (* 3. Januar 1901 in Dresden; † 12. Juni 1979 in Berlin) war ein deutscher Widerstandskämpfer gegen den Nationalsozialismus, Volkspolizist und Sportfunktionär der  DDR.

## Leben
Der Sohn einer Arbeiterfamilie arbeitete nach dem Schulbesuch als Landarbeiter, Maschinist und Handlungsgehilfe. Nach dem Kapp-Putsch war er im März 1921 am Mitteldeutschen Aufstand beteiligt. Während dieser Zeit wurde er 1921 Mitglied der KPD. Anschließend verließ er Sachsen und ging nach Mecklenburg, wo er KPD-Funktionär in Barth und Mitglied der KPD-Unterbezirksleitung Stralsund wurde.
Nach der Machtergreifung durch die Nationalsozialisten 1933 leistete er illegale antifaschistische Widerstandsarbeit und wurde im Konzentrationslager Hohnstein inhaftiert. Nach seiner Entlassung war er arbeitslos. Er wurde 1942 erneut verhaftet und bis Kriegsende im Zuchthaus Waldheim eingesperrt.
Nach seiner Befreiung 1945 wurde Paulsen zunächst Stadtbezirksbürgermeister in Dresden und trat noch im selben Jahr in die Deutsche Volkspolizei (DVP) ein. Er wurde in der Landesverwaltung Sachsen im Ressort Inneres tätig und am 28. November 1945 vom Polizeirat zum Ministerialrat befördert. Im April 1946 wurde er Mitglied der SED und 1948 stellvertretender Chef der Schutzpolizei in Sachsen. Von 1950 bis 1952 war er als Chefinspekteur der VP Chef der DVP-Landesbehörde in Sachsen-Anhalt. Nach Bildung der Bezirke in der DDR wurde er im Juli 1952 Chef der Bezirksbehörde der Deutschen Volkspolizei (BDVP) des Bezirkes Magdeburg sowie Mitglied der SED-Bezirksleitung. Paulsen verhinderte als Polizeichef im Bezirk Magdeburg während des Volksaufstandes von 1953 den Schusswaffengebrauch der Volkspolizei und versuchte gemeinsam mit dem Vorsitzenden des Rates des Bezirkes Magdeburg, Josef Hegen, die Demonstrierenden zu beruhigen. Wegen „schwankender Haltung und Verletzung der Wachsamkeit am 17. Juni 1953“ wurde Paulsen im August 1953 aus der SED-Bezirksleitung ausgeschlossen, als Polizeichef durch Alfred Dahl ersetzt und aus der Volkspolizei entlassen.
Später war er hauptamtlicher Funktionär der Gesellschaft für Sport und Technik (GST). Er war von 1956 bis 1963 Abteilungsleiter und Mitglied des Sekretariats des Zentralvorstandes der GST und Vorsitzender des GST-Bezirksvorstandes Berlin. Von Oktober 1958 bis April 1965 fungierte er als Präsident des Deutschen Schützenverbandes (DSV) in der DDR. Er kandidierte aus gesundheitlichen Gründen nicht mehr und wurde anschließend Ehrenmitglied des DSV-Präsidiums und später Ehrenpräsident des DSV.
Paulsen starb im Alter von 78 Jahren und wurde auf dem Zentralfriedhof Berlin-Friedrichsfelde beigesetzt.

## Auszeichnungen
- Medaille für die Teilnahme an den bewaffneten Kämpfen der deutschen Arbeiterklasse in den Jahren 1918 bis 1923
- Medaille für Kämpfer gegen den Faschismus 1933 bis 1945
- 1961 Vaterländischer Verdienstorden in Silber und später in Gold